# Трофейна дружина

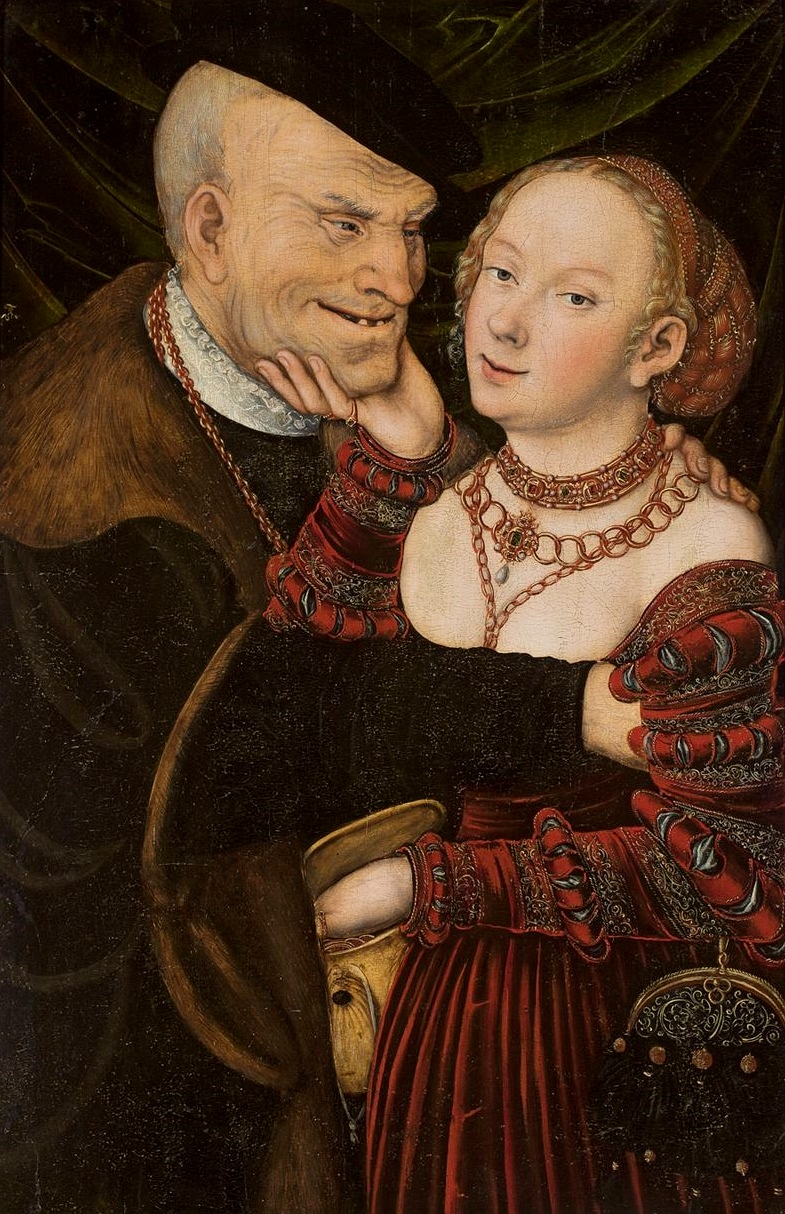
Лукас Кранах (бл. 1550), Національний музей у Варшаві

«Трофейна дружина» (англ. trophy wife) — дружина, яка вважається символом статусу чоловіка. Термін часто вживається у принизливій чи зневажливій формі: йдеться про те, що дружина-трофей, крім фізичної привабливості, має невеликі особисті переваги, потребує значних витрат на підтримку зовнішності, часто нерозумна або невитончена і в деякому роді є синонімом терміна «золотошукачка». Дружина-трофей, як правило, відносно молода і приваблива, і може бути другою, третьою або пізнішою дружиною старшого, заможнішого чоловіка.
Чоловік-трофей — чоловічий еквівалент цього терміна.

## Історія
Етимологічне походження терміна оскаржується. За одним із тверджень «трофейна дружина» спочатку з'явилася в номері газети The Economist за 1950 рік, посилаючись на історичну практику воїнів захоплювати найкрасивіших жінок під час бою, щоб забрати їх додому дружинами. Вільям Сафайр стверджував, що термін «дружина-трофей» був введений Джулі Коннеллі, старшою редакторкою журналу Fortune на обкладинці випуску від 28 серпня 1989 року, і негайно увійшов у загальний обіг. Том Вулф також часто вважається автором цього терміна. Багато джерел стверджують, що цей термін був винайдений раніше. З усім тим, ідіома міститься у цитаті з публікації 1965 року, яка, ймовірно, вказує на дружину Берні Мейдоффа.
Елізабет МакКлінток, соціологиня з Університету Нотр-Дам, вважає, що це явище в сучасному суспільстві є менш поширеним, ніж свідчать інші дослідження.